# ラブ・メッセージ
ラブ・メッセージは宝塚歌劇団の舞台作品。月組公演。
併演作品は『隼別王子の叛乱』。

## 解説
※『宝塚歌劇100年史（舞台編）』の宝塚大劇場公演のページを参照
「ラブ・メッセージ」とは「愛の伝え」というよりも、「愛の兆し」「愛の啓示」の意味に近く、様々な愛のメッセージから始まる人生のエピソードを綴ったショー作品。オー・ヘンリーの短編小説「最後の一葉」や、南国の蜜蜂と花、ジョーカーのはかない恋、日本物の針供養などを織り込んでいる。フォース・メッセージのサラブレットの場面は、再演の『サルタンバンク』（作：白井鐵造）のフィナーレの構成をそのまま使用している。

## 公演期間と公演場所
- 1978年8月10日 - 9月26日[2]　宝塚大劇場
- 1978年12月3日 - 12月27日[3]　東京宝塚劇場
- 1979年4月24日 - 4月26日[4]　北九州・小倉市民会館
- 1979年4月27日 - 5月3日[4]　福岡市民会館

## 宝塚大劇場公演のデータ
形式名は「グランド・ショー」。18場。

### スタッフ
- 作・演出：小原弘稔[2]
- 音楽[5]：吉崎憲治、中元清純、南安雄、中川昌
- 音楽指揮：橋本和明[5]
- 振付[5]：花柳寿楽、岡正躬、羽山紀代美、山田卓、アキコ・カンダ
- 装置：石浜日出雄[5]
- 衣装[5]：任田幾英、中川菊枝
- 照明：今井直次[6]
- 音響：松永浩志[6]
- 小道具：万波一重[6]
- 効果：坂上勲[6]
- 演出助手[6]：太田哲則、小池修一郎
- 制作：武井泰治[6]
- ヘア・デザイン：和田好弘[6]